# 寬沙鮨
寬沙鮨，為輻鰭魚綱鱸形目鱸亞目鮨科的其中一種，分布於中東太平洋區，從加利福尼亞灣至秘魯海域，棲息深度15-150公尺，本魚體狹長，略側扁，體灰褐色，側面具模糊的黑橫條紋，吻部及臉頰帶有黃色條紋，體長可達20公分，生活在沙泥底質海域，為底棲性魚類，屬肉食性，生活習性不明。

## 擴展閱讀
維基物種上的相關：寬沙鮨